# Louiseville Jets
Louiseville Jets byl poloprofesionální kanadský klub ledního hokeje, který sídlil v Louisevillu v provincii Québec. V letech 1996–1997 působil v poloprofesionální soutěži Ligue de hockey semi-professionnelle du Québec. Jets ve své poslední sezóně v LHSPQ (Západní skupina) skončily v základní části na pátém místě.

## Přehled ligové účasti
Zdroj: 
- 1996–1997: Ligue de hockey semi-professionnelle du Québec